# The Rolling Stone Album Guide
The Rolling Stone Album Guide, anteriorment conegut com a The Rolling Stone Record Guide, és un llibre que conté ressenyes professionals d'àlbums i artistes escrites per membres de la revista Rolling Stone. La seva primera edició va ser publicada en 1979 i l'última en el 2004. La guia pot consultar-se en la base de dades musical Rate Your Music.
El llibre està dividit en seccions per gènere musical i conté la llista d'artistes i bandes en ordre alfabètic. Els àlbums també són esmentats en ordre alfabètic.